# Джурджура (біосферний резерват)
Джурджура (фр. Parc national du Djurdjura, араб. الحديقة الوطنية جرجرة) — національний парк на півночі Алжиру. Парк названий на честь розташованого в горах Телль-Атлас хребта Джурджура. У парку багато лісів, гротів і каньйонів, а також рідкісна фауна, включаючи маготів, що вимирають
.
Macaca sylvanus — примати, які раніше були набагато ширше поширені у Північній Африці, ніж сьогодні
.
Заснований 23 липня 1983 року, на площі 82,25 км².

## Назва
Назва гірського пасма походить від кабільського слова «джурджур», що означає «великий холод» або «підйом», від старої фрази «джурн джур найгерн гер», «гора гор»
.
Римська імперія називала її Залізна гора (лат. Montus Ferratus), маючи на увазі ґрунт регіону, а також непокірність місцевого населення.
Таку ж назву має село в горах. «Мміс н'Джурджур» означає «діти Джурджури», тому кабілів називають у багатьох країнах.

## Визначні пам'ятки
На території парку розташована найглибша печера в Африці — Ану Іффліс.